# یاسوهیتو تومیتا
یاسوهیتو تومیتا (انگلیسی: Yasuhito Tomita؛ زادهٔ ۱۸ آوریل ۱۹۹۰) بازیکن فوتبال اهل ژاپن است.